# Swedish Rhapsody

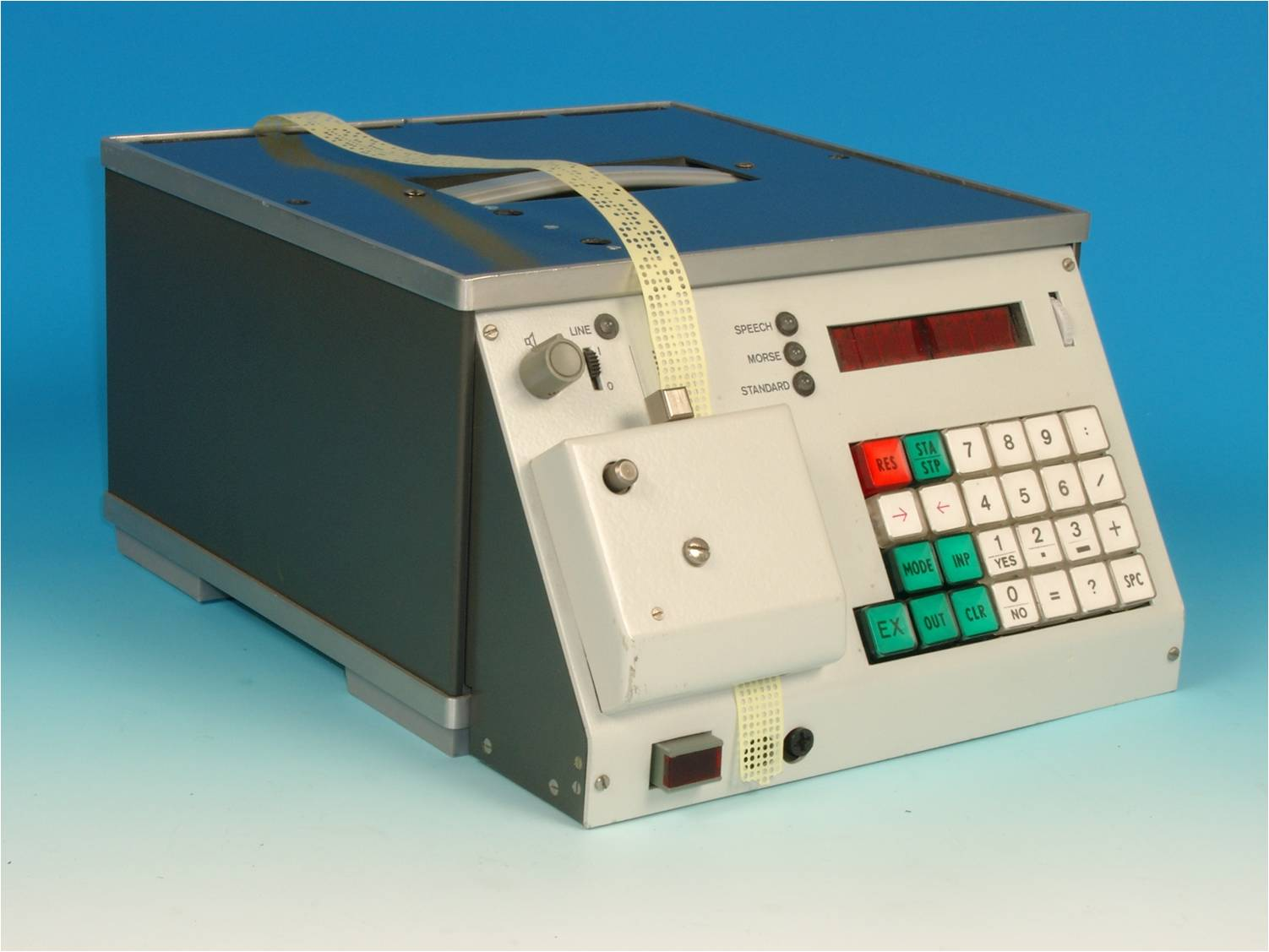
Sprach-Morse-Generator des MfS, Deckname: „Stimme“

Swedish Rhapsody ist der Spitzname des polnischen Zahlensenders G02, der zwischen den späten 1950er Jahren und 1998 von der Służba Bezpieczeństwa und ihrer Nachfolgeorganisation Agencja Wywiadu betrieben wurde und AM-Rundfunk betrieb. Die Station war berüchtigt für den Gebrauch einer Stimme, die zunächst für ein Deutsch sprechendes Mädchen gehalten wurde, sich jedoch später als umgebautes „Schnatterinchen“, einem analogen Sprachautomaten des MfS herausstellte. Ende der 1980er wurde testweise vorübergehend auch dessen Nachfolgermodell, der „Sprach-Morse-Generator“ mit digitalen Samples für den Zahlensender verwendet.
Der Zahlensender ist vor allem für seine in weiten Teilen der Popkultur  als beängstigend empfundene Signaturmelodie, Schwedische Rhapsodie No. 1 von Hugo Alfvén, bekannt, die aus einer Spieldose des schweizerischen Herstellers Reuge aufgenommen wurde, obwohl Agencja Wywiadu mit der Offenlegung älterer Dokumente angab, es handle sich bei der Melodie um die „Luxemburg Polka“ von Emile Reisdorff (Bunny Lewis). Die entsprechende Spieluhr ist allerdings tatsächlich mit Swedish Rhapsody bzw. Schwedenmädel betitelt und wurde ab den 1950er Jahren in verschiedenen Bauformen (Schmuckschatullen, mechanische Figur etc.) verkauft.
Rund sieben Jahre nach dem Zerfall der Sowjetunion stellte die Station ihren Betrieb ein. An deren Stelle trat der Zahlensender E23, auf dem zwischen 1998 und 2007 englischsprachige Sendungen unter dem inzwischen westlich verbündeten Polen neu ausgestrahlt wurden, wobei hier jedoch auf ein kennzeichnendes Intervallsignal verzichtet wurde. Es gilt mittlerweile als gesichert, dass Swedish Rhapsody sowie E23 der polnischen Auslandsaufklärung dienten.